# Tomáš Jun
Tomáš Jun (* 17. ledna 1983) je český fotbalový útočník, momentálně působící v klubu SV Donaustauf z nižší německé ligy. Hrál na hrotu útoku, později se přesunul na pozici podhrotového útočníka. Mimo ČR působil na klubové úrovni v Turecku, Rakousku a Německu.
Je mistrem Evropy hráčů do 21 let z roku 2002. V roce 2004 zvítězil v české anketě Fotbalista roku v kategorii Talent roku.

## Klubová kariéra
S fotbalem začínal v pěti letech na škváře v pražských Hlubočepích. V devíti letech přišel z Hlubočep do Sparty a již v šestnácti debutoval ve sparťanském A-mužstvu. O rok později se dokonce objevil v základní sestavě na utkání Ligy mistrů s Arsenalem. Na podzim 2001 ho ale trenér Hřebík nestavil a v zimě odešel na hostování do Jablonce. Na jaře si ho Sparta stáhla zpět a Jun vstřelil několik důležitých gólů, ale to mu k trvalému prosazení příliš nepomohlo. Trenéři Jarabinský i Kotrba totiž dávali přednost jiným útočníkům. Naplno se prosadil až v době, kdy Spartu trénoval František Straka. V sezóně 2004/05 se stal nejlepším ligovým střelcem se 14 góly, celkem jich nastřílel 36 a v létě zamířil do tureckého Trabzonsporu. V Lize mistrů se trefil proti Olympique Lyonu a AC Milán.
Jeho největší úspěchy je 5 mistrovských titulů se Spartou, vítězství v poháru (Sparta, Beşiktaş) a na mistrovství Evropy do 16 a později do 21 let a titul nejlepšího střelce Gambrinus ligy 2004/05.

### SC Rheindorf Altach
V lednu 2009 šel Tomáš Jun na 6měsíční hostování z Teplic do rakouského bundesligového klubu SC Rheindorf Altach. Jeho forma stoupala, dokázal vstřelit 8 gólů ve 14 zápasech, nicméně klub přesto sestoupil do nižší soutěže.

### FK Austria Wien

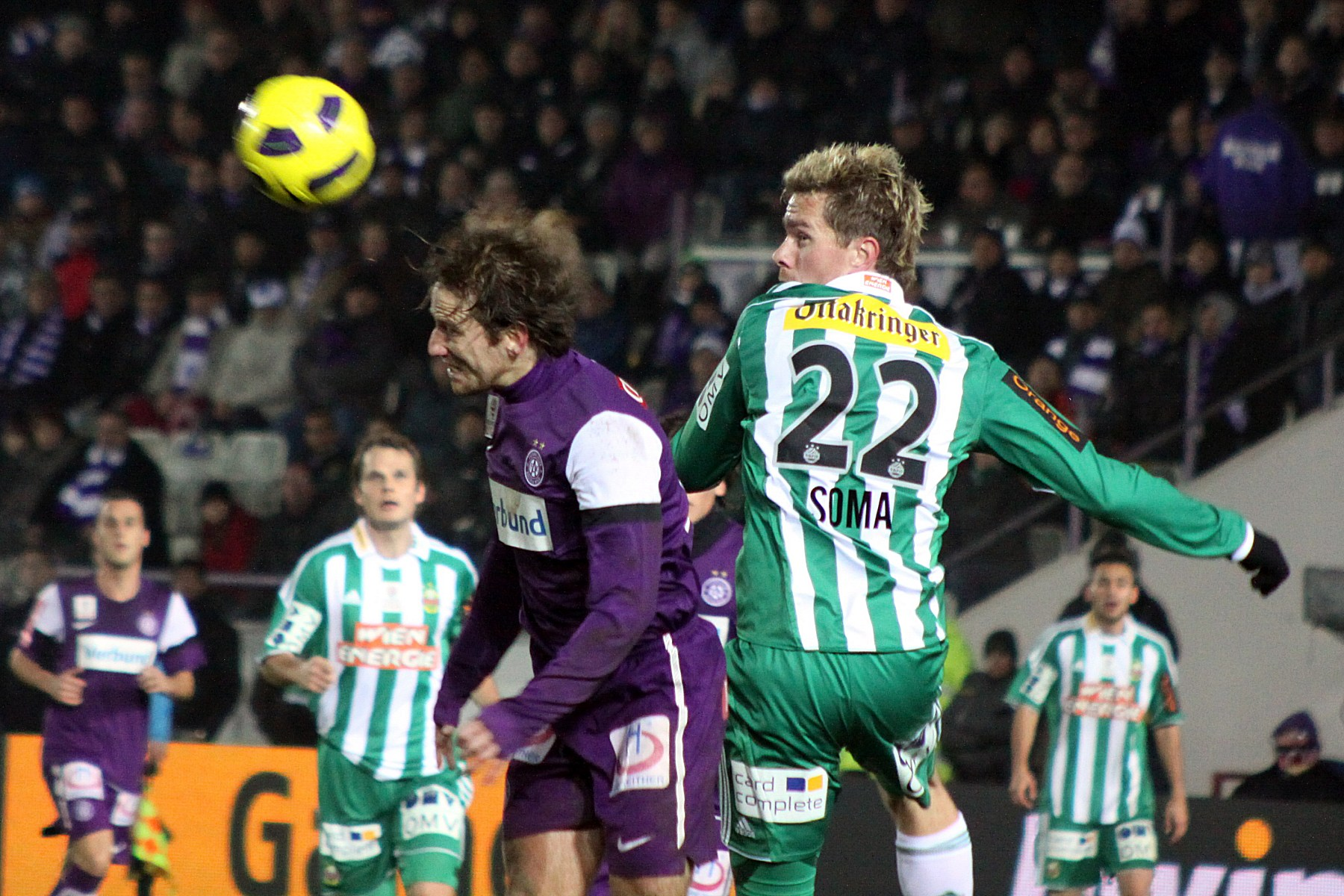
Tomáš Jun ve fialovém dresu Austrie v hlavičkovém souboji s Ragnvaldem Somou během 263. vídeňského derby s Rapidem.

Do rakouské Bundesligy se vrátil, když v sezóně 2009/10 podepsal roční hostování v Austrii Vídeň. Měl skvělý úvod, během prvních 2 měsíců se střelecky prosadil devětkrát (ve druhém kole rakouského poháru zaznamenal hattrick proti FAC). Po vydařené sezóně (Austria skončila na 2. místě) s ním klub podepsal v květnu 2010 dvouletou smlouvu, hostování se tak změnilo v přestup.
- Sezóna 2010/11: nastoupil do 26 zápasů, vstřelil 4 góly.
- Sezóna 2011/12: nastoupil do 32 zápasů, vstřelil 4 góly.
- Sezóna 2012/13: nastoupil do 33 zápasů, vstřelil 10 gólů. 21. dubna 2013 se dvakrát gólově prosadil v ligovém derby s Rapidem Vídeň, zápas skončil remízou 2:2.[4] S klubem slavil na konci ročníku zisk ligového titulu.[5]
- Sezóna 2013/14: k 2. březnu 2014 nastoupil do 16 zápasů, vstřelil 4 góly. Na podzim se s Austrií probojoval do základní skupiny Ligy mistrů, kde se mužstvo střetlo s ruským celkem Zenit Petrohrad, portugalským FC Porto a španělským Atléticem Madrid.[6] S klubem ale nepostoupil do vyřazovacích bojů Ligy mistrů 2013/14, rakouský tým ve skupině obsadil se ziskem 5 bodů poslední místo. V posledním utkání skupiny 11. prosince 2013 vstřelil gól proti Zenitu Petrohrad a přispěl tak k vítězství 4:1.[7] Po sezoně 2013/14 v Austrii skončil, klub neuplatnil opci.[8]

### FK Baumit Jablonec
V červnu 2014 přestoupil do FK Baumit Jablonec, který výrazně posiloval kádr. Dohodl se na dvouleté smlouvě. Nabídku měl ještě z rakouského SC Rheindorf Altach, kde začínal svou rakouskou štaci. Po podzimní části sezóny 2014/15 se s Jabloncem domluvil na ukončení smlouvy, odehrál 12 ligových zápasů a jednou skóroval. Nadále o něj přetrvával zájem v Rakousku, kde si vydobyl renomé.

## Reprezentační kariéra

### Mládežnické výběry
Tomáš Jun nastoupil za všechny mládežnické výběry České republiky. Zúčastnil se Mistrovství světa ve fotbale hráčů do 20 let 2001 v Argentině, kde ČR prohrála ve čtvrtfinále 0:1 s Paraguayí. Vrchol jeho mládežnické kariéry přišel v roce 2002, kdy s českým týmem získal titul mistra Evropy v kategorii do 21 let.
Bilance:
- reprezentace do 15 let: 5 utkání (4 výhry, 1 remíza), 5 vstřelených gólů
- reprezentace do 16 let: 22 utkání (12 výher, 5 remíz, 5 proher), 19 vstřelených gólů
- reprezentace do 17 let: 6 utkání (4 výhry, 2 remízy), 7 vstřelených gólů
- reprezentace do 18 let: 8 utkání (7 výher, 1 prohra), 2 vstřelené góly
- reprezentace do 19 let: 6 utkání (3 výhry, 3 remízy), 5 vstřelených gólů
- reprezentace do 20 let: 6 utkání (2 výhry, 1 remíza, 3 prohry), 2 vstřelené góly
- reprezentace do 21 let: 21 utkání (10 výher, 2 remízy, 3 prohry), 3 vstřelené góly

#### Mistrovství Evropy hráčů do 21 let 2002
Zúčastnil se Mistrovství Evropy hráčů do 21 let v roce 2002 ve Švýcarsku, kde česká reprezentační jedenadvacítka vyhrála svůj premiérový titul, když ve finále porazila Francii na pokutové kopy.
V prvním zápase základní skupiny B 16. května prohrála česká reprezentace s Francií 0:2, trenér Miroslav Beránek Juna nenasadil. 19. května následoval zápas s Belgií konaný v Ženevě, Tomáš tentokrát hrál do 84. minuty, střetnutí skončilo výsledkem 1:0 pro ČR. V posledním zápase skupiny proti Řecku nastoupil na několik závěrečných minut, když v 88. minutě střídal Milana Baroše. Utkání dospělo k remíze 1:1.
V semifinále 25. května narazil český výběr na tým Itálie. V 9. minutě prodloužení vstřelil Pospíšil zlatý gól na 3:2 a zajistil svému týmu účast ve finále. Toto střetnutí Jun neabsolvoval. Ve finále 28. května se ČR opět střetla s Francií. Tentokrát gól v řádné hrací době ani v prodloužení nepadl a musely rozhodnout pokutové kopy. Tomáš nenastoupil ani do tohoto zápasu, ale na konci mohl slavit se spoluhráči titul.

### A-mužstvo
První zápas v A-mužstvu české reprezentace absolvoval Tomáš Jun 17. listopadu 2004 proti Makedonii, toto kvalifikační utkání na MS 2006 český celek vyhrál ve Skopje 2:0. Tomáš Jun střídal v 60. minutě Štěpána Vachouška.
Svůj první gól si připsal hned ve svém následujícím reprezentačním zápase dne 9. února 2005 v přátelském utkání proti Slovinsku, ve 47. minutě zvyšoval na 2:0, český tým nakonec zvítězil ve Slovinsku 3:0.
Další gól přidal v důležitém kvalifikačním utkání 12. října 2005 proti domácímu Finsku, kde šlo českému týmu o udržení šancí na postup na Mistrovství světa, Jun vsítil rozhodující první gól zápasu, jenž české mužstvo vyhrálo 3:0.
K 23. dubnu 2013 nastoupil v reprezentačním A-mužstvu celkem k 10 utkáním (7 výher, 1 remíza, 2 prohry) a vstřelil 2 góly. Poslední zápas odehrál 1. března 2006, šlo o přátelské utkání s Tureckem (remíza 2:2).

### Reprezentační góly a zápasy
| Rok    | Zápasy | Góly |
| ------ | ------ | ---- |
| 2002   | 7      | 0    |
| 2003   | 7      | 0    |
| 2004   | 7      | 3    |
| Celkem | 21     | 3    |

| Rok    | Zápasy | Góly |
| ------ | ------ | ---- |
| 2004   | 1      | 0    |
| 2005   | 8      | 2    |
| 2006   | 1      | 0    |
| Celkem | 10     | 2    |

Góly Tomáše Juna v české reprezentaci do 21 let 
| Gól | Datum       | Stadion                         | Soupeř   | Skóre (min.) | Výsledek | Soutěž                     |
| --- | ----------- | ------------------------------- | -------- | ------------ | -------- | -------------------------- |
| 010 | 8. 10. 2004 | Městský stadion, Mladá Boleslav | Rumunsko | 01:00 (14.)  | 4:1      | kvalifikace na ME U21 2006 |
| 02  | 8. 10. 2004 | Městský stadion, Mladá Boleslav | Rumunsko | 03:00 (51.)  | 4:1      | kvalifikace na ME U21 2006 |
| 03  | 8. 10. 2004 | Městský stadion, Mladá Boleslav | Rumunsko | 04:00 (67.)  | 4:1      | kvalifikace na ME U21 2006 |

Góly Tomáše Juna za A-mužstvo české reprezentace 
| Gól | Datum        | Stadion             | Soupeř    | Skóre (min.) | Výsledek | Soutěž                 |
| --- | ------------ | ------------------- | --------- | ------------ | -------- | ---------------------- |
| 010 | 09. 2. 2005  | Arena Petrol, Celje | Slovinsko | 00:20 (47.)  | 0:3      | přátelské utkání       |
| 02  | 12. 10. 2005 | Helsinky, Finsko    | Finsko    | 00:10 (6.)   | 0:3      | Kvalifikace na MS 2006 |